# Альбертина Агнесса Нассау-Оранская
Альбертина Агнесса Нассау-Оранская (9 апреля 1634 — 26 мая 1696) — голландская принцесса из Оранского дома, регент Фрисландии, Гронингена и Дренте во время малолетства своего сына Генриха Казимира II.

## Жизнь
Альбертина Агнесса была шестым ребёнком и пятой дочерью Фредерика Генриха Оранского и Амалии Сольмс-Браунфельсской. Всего у её родителей было девять детей, но до совершеннолетия дожили лишь Альбертина Агнесса, её брат Вильгельм и трое сестёр: Луиза Генриетта, Генриетта Катарина и Мария.
В 1652 году Альбертина Агнесса вышла замуж за своего двоюродного брата Вильгельма Фридриха, графа Нассау-Дица.

### Регентство
После смерти своего мужа в 1664 году она стала регентом сына во Фрисландии, Гронингена и Дренте. В 1665 году Англия и Мюнстерское княжество-епископство объявили войну Нидерландам. Поскольку бо́льшая часть денег на оборону использовалась для флота, армией пренебрегли. Когда Гронинген был в осаде, Альбертина Агнесса поспешила в город, чтобы оказать моральную поддержку. Наступление французского короля Людовика XIV, в то время союзного, заставило её врагов отступить, но шесть лет спустя Нидерланды подверглись нападению французов Людовика XIV с юга и Мюнстерского и Кёльнского епископств с севера. Она организовала оборону и поддерживала высокий моральный дух солдат.
В 1676 году Альбертина Агнесса купила загородное имение в Оранджевуде и назвала его Оранжевудским дворцом. Именно здесь она умерла в 1696 году. В 1672 году она также заказала строительство дворца Ораниенштайн как свою новую резиденцию в Дице.

### Дети
У Альбертины Агнессы было трое детей:
- Амалия Нассау-Дицская[болг.] (25 ноября 1655, Гаага — 16 февраля 1695, Альштедт), жена с 1690 года герцога Иоганна Вильгельма III Саксен-Эйзенахского (1666—1729)
- Генрих Казимир II Нассау-Дицский (18 января 1657, Гаага — 25 марта 1696, Леуварден), князь Нассау-Дица (1664—1696), штатгальтер Фрисландии, Гронингена и Дренте (1664—1696)
- Вильгельмина София Гедвига Нассау-Дицская (9 августа 1664, Хонселерсдейк — 23 января 1667, Леуварден)

## Галерея

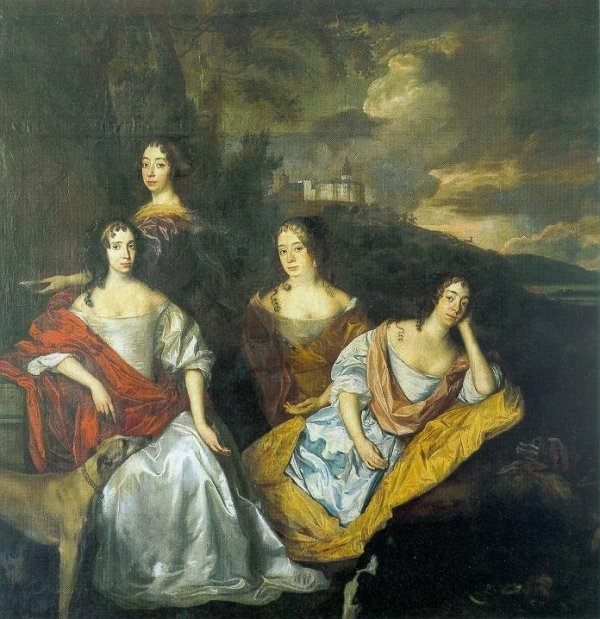
Альбертина Агнесса со своими сёстрами
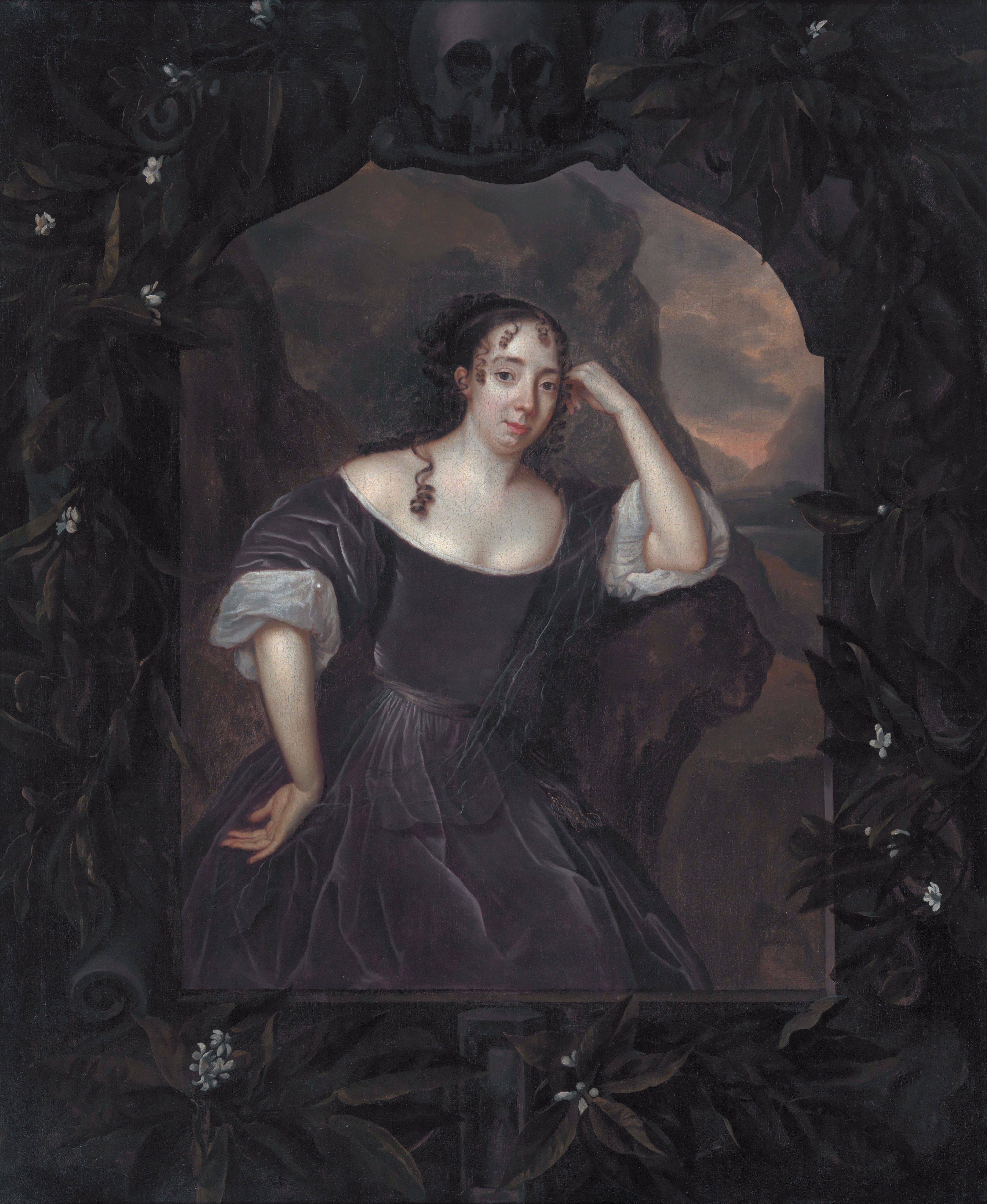
Альбертина Агнесса, около 1665 года
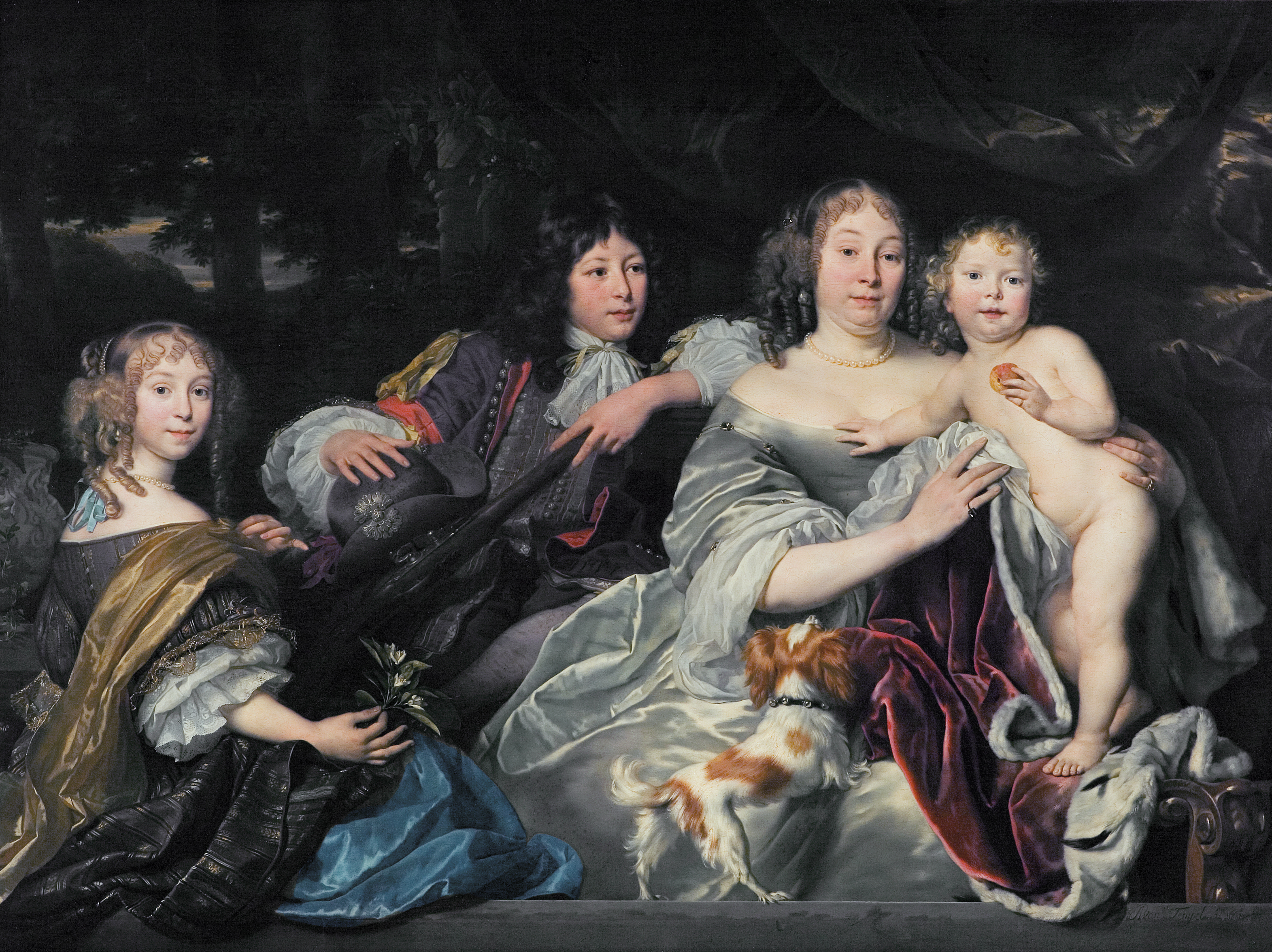
Альбертина Агнесса и её трое детей, художник Абрахам Ламбертсон ван ден Темпель
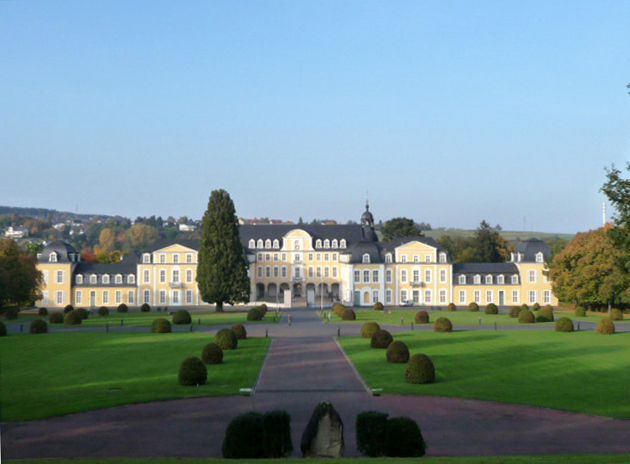
Дворец Ораниенштайн в Дице